# Franz Bardon
Franz Bardon, também chamado Frabato e Meister Arion, nome de batismo František Bardon (Kateřinky, 1º de dezembro de 1909 – Brno, 10 de julho de 1958) foi um mago de palco,  naturopata,  grafólogo, professor e estudante de  magia, mas é mais conhecido por ter escrito três volumes científicos sobre o Hermetismo prático: Der Weg zum wahren Adepten (O Caminho do Verdadeiro Adepto), Die Praxis der magischen Evokation (A Prática da Evocação Mágica) (abrev.: PEM) e Der Schlüssel zur wahren Quabbalah (A Chave para a Verdadeira Quabbalah) (abrev.: CVQ).

## História

### Infância
Apenas poucas referências a seu respeito são encontradas em seus trabalhos (normalmente relatos de como ele próprio testou determinados experimentos ou rituais e os resultados obtidos). Com menor quantidade de informação a respeito da pessoa de Bardon, pois ao contrário de outros grandes nomes do ocultismo, buscava sempre não criar uma lenda ao redor de si mesmo. 
O resultado disto parece ter sido o oposto ao desejado por Bardon e sua vida acabou sendo recheada de lendas, que jamais poderão ser negadas ou comprovadas, e histórias místicas que beiram o incrível.
Nascido em Opava (em alemão, Troppau), mesma terra do botânico Gregor Mendel, na República Tcheca, foi o primeiro de treze filhos, apenas quatro deles chegando à idade adulta. O pai de Franz, Victor, trabalhava numa fábrica de ferramentas e, nas horas de lazer, dedicava-se ao estudo do Hermetismo, e sobre sua mãe, Hédrodkova, nada se sabe.
Franz freqüentou a escola primária e estagiou profissionalmente numa fábrica como serralheiro-reparador de máquinas. Mais ou menos nessa época, provavelmente entre 14 e 20 anos, diz seu filho Lumir, Bardon transformou-se totalmente, mostrando capacidades de clarividência e mudança total de caráter, como se fosse outra pessoa. Diz-se que um espírito passou a ocupar o corpo físico do jovem Franz Bardon. 
Bardon fala sobre tal transformação em A Prática da Evocação Mágica: “(...) Acontece, algumas vezes, que pessoas que já alcançaram um alto nível de perfeição na Terra são capazes de continuar seu desenvolvimento espiritual no mundo astral até a perfeição, mas essas pessoas são selecionadas pela Providência Divina a cumprir uma ou mais missões na Terra. Tais líderes espirituais são, portanto, magos ou iniciados de nascença, que, em certa parte do desenvolvimento de seus corpos físicos (geralmente pouco após a puberdade) tornam-se, de repente, conscientes de seu estado, de seu grau de desenvolvimento espiritual, e só precisam de pouco mais experiência para se tornarem maduros o suficiente para sua missão divina.”
Bardon começou a usar suas habilidades mágicas nessa época, passando a ser conhecido por Frabato, uma abreviação de Franz (Fra) Bardon (Ba) Troppau (em alemão) (T) - Opava (em tcheco) (O).

### Casamento e Filhos
Franz casou-se com Marie, que passou a se chamar Marie Bardonová, por volta de seus 21 anos. Apesar de não querer um filho, para não ser "impedido" em sua missão, sua esposa queria muito e Lumir nasceu prematuro no dia 4 de janeiro de 1937. 
Nesta mesma época, houve um certo momento em que Bardon foi e voltou dos campos de concentração, mas sobre isso pouco foi revelado. Depois desse período, trabalhou como diretor de um hospital e comprou uma casa em Bogengasse, casa que ocuparia até o fim de sua vida. 
Bardon convidou sua esposa a se mudar para a nova casa, mas ela recusou, para não deixar sua mãe nem o trabalho agrícola em Gillschwitrz. Bardon contratou, para cuidar de sua casa, uma empregada.

### A Época deFrabato
Começou a fazer demonstrações públicas de magia e de princípios herméticos em vários pontos do país. Foi nessa época em que começou a aceitar estudantes, como o Dr. M.K., com apenas 16 anos. Iniciava alguns até além da terceira carta de tarô, e também se correspondia com muitos discípulos em outras partes do mundo. 
Fazia hipnose, lia cartas dentro de envelopes lacrados, localizava objetos escondidos, entre outras coisas. Comprou motos e carros, indo frequentemente aos campos para buscar ervas especiais. 
Durante essa época, atendia pessoas pedindo ajuda, prevendo o futuro, contribuindo à busca de exilados da Guerra e achando os corpos de pessoas afogadas usando, como ponto de auxílio, fotografias. Também, na cozinha de sua casa, mantinha um laboratório no qual fazia remédios e elixires alquímicos.

### Publicação dosLivros,PrisãoeMorte
Formou-se como naturopata e daí vem sua grande influência em condensadores fluídicos, ervas e medicamentos naturais.
Ditou, com a ajuda de uma de suas discípulas em Praga, Otti Votavova, os quatro primeiros volumes científicos dos cinco que pretendera escrever. O quarto, O Livro de Ouro da Sabedoria, já estava pronto, mas foi confiscado e destruído completamente pelos oficiais do Governo. O quinto livro de Bardon, relativo à quinta carta de tarô, era relacionado à Alquimia.
Bardon foi preso sob acusação de charlatanismo e foi obrigado a fazer trabalhos forçados. Depois, foi preso de novo em 26 de março de 1958, sob a acusação de preparação de drogas ilegais. Se essa prisão foi apenas um pretexto para outra coisa, como dizem as teorias sobre Adolf Hitler e a Loja 99, não sabemos até hoje. 
Não sabemos também o porquê de ter morrido de, provavelmente, inflamação no pâncreas, após comer um pedaço de presunto defumado que sua própria esposa preparou. Isso aconteceu no dia 10 de julho de 1958. Há muitas teorias sobre sua morte, desde a de que envenenaram esse presunto defumado até a de ele ter se suicidado.

## As Obras de Franz Bardon
As obras de Franz Bardon constituem um sistema de magia bastante completo, totalmente científico e racional. Suas obras dão especial ênfase à prática, visando à obtenção de resultados tangíveis e observáveis, além de serem claras, completas e sérias, retratando assim um autor honesto, competente e cuidadoso. Seu sistema é isento de ideologias ou conceitos religiosos, sendo adequado a todos os estudiosos de quaisquer religiões. 
- Magia Prática - O Caminho do Adepto (Título original em inglês: "Initiation into Hermetics" ou "Iniciação ao Hermetismo") - Publicado em 1956, foi a primeira obra de Bardon lançada no Brasil, na época pela Editora Ground. Atualmente é publicada pela Editora Linhas Tortas com tradução de Eddie Van Feu, que também traduziu e publicou Frabato. Um verdadeiro clássico do Hermetismo, esse livro é divido em uma parte teórica e uma parte prática.
- A parte teórica explica sobre os Quatro Elementos, os fluidos Elétrico e Magnético, os três planos da existência, etc. Já a parte prática é subdividida em dez graus, de acordo com a evolução do estudante, e cada grau contém instruções para desenvolver o Corpo Físico, a Alma (ou Corpo Astral) e o Espírito.
- É considerada a obra mais bem-escrita de Bardon. Trata-se de um Sistema de magia completo e gradual, e considerado por muitos, incluindo na lista Rawn Clark, William Mistele, David Coleman, Ray del Sole, Iris Rinkenbach, Bran O. Hodapp, Justin Beldwell, Kurt Walchensteiner e os gêmeos Chris e Daniel Murphy (Fra. Veos e Fra. Ramose da escola The Divine Science) um dos melhores Sistemas de Desenvolvimento Mágico do século XX.

- A Prática de Magia Evocatória - A continuação de "Iniciação ao Hermetismo". Nesta obra, Bardon explica passo-a-passo a teoria e a prática da Evocação Mágica. Explica como um Mago evoca entidades dogmáticas, como anjos e espíritos das esferas planetárias de nosso Sistema Solar, também evocam entidades pragmáticas, como demônios e gênios.
- O leitor irá aprender o significado do círculo mágico, do triângulo mágico, da varinha, vestimenta e outras ferramentas evocatórias. Além disso, Bardon fornece nessa obra centenas de selos de anjos, gênios e elementais, que podem ensinar ao Mago uma miríade de assuntos e de técnicas, como Alquimia, Astronomia, Adivinhação, etc., e ainda podem ajudar o Mago, colocando à sua disposição seus espíritos subordinados.

- A Chave para a Verdadeira Quabbalah - No terceiro livro de Bardon, publicado em 1957, Bardon ensina o mistério do misticismo das letras e números da Verdadeira Quabbalah (aqui, no caso, não se trata da Kabbalah Judaica, e sim da Quabbalah Hermética). Como obter o mais alto nível de realização mágica através do conhecimento dos sons cores, números e vibrações expressadas pela Quabbalah, e, assim, como criar palavras e sentenças que produzem efeitos no mundo físico, tal como os milagres descritos na Bíblia e outros livros sagrados.

- Frabato, O Mago - Embora escrito na forma de um livro de ficção, na verdade trata-se de uma autobiografia de Franz Bardon. Nessa obra, o Mago Frabato, (na verdade o próprio Bardon) conta sua história na Alemanha na década de 1930, fala de sua batalha com Magos Negros, revela as forças ocultas que causaram a ascensão do Terceiro Reich e fala sobre os rituais satanistas e assassinatos rituais de uma loja maçônica na cidade de Dresden , a "Ordem Maçônica do Século Dourado", e as ações do mago Frabato para combatê-la. Nos conta ainda o começo da missão espiritual que culminaria com a criação da trilogia de livros sobre Hermetismo. Esse é o segundo livro a ser traduzido em Português. Foi lançado pela Editora Linhas Tortas, com tradução de Eddie Van Feu.

- Perguntas e Respostas - Uma obra póstuma, na qual discípulos de Bardon compilaram sob a forma de perguntas e respostas anotações de ensinamentos orais que foram transmitidos pelo Mestre aos seus discípulos em vida.

## Bases da Filosofia
Bardon postulava um modelo de universo obtido através de sua interpretação das teorias orientais, tais como o hinduísmo e o taoismo. Seus fluidos "magnético" e "elétrico", atuando complementarmente, remetem ao Yin e ao Yang. E, mesmo possuindo conceitos diferentes das forças físicas de mesmo nome, guardam, ainda, uma certa proximidade das mesmas. 
O "magnetismo" seria uma força negativa, de emanações azuladas; a "eletricidade" seria uma força positiva e de emanações avermelhadas. Em "Iniciação ao Hermetismo", ele refere-se às forças "OR" e "OB". Possivelmente tais significam o Vermelho (OR = "Odyle Rot") e o Azul (OB = "Odyle Blau"), ou seja, as forças "elétrica" e "magnética". 
Uma outra possibilidade seria uma referência às forças OD e OB de Éliphas Lévi. O conceito de OD ou Odyle foi utilizado por Carl Reichenbach, anteriormente, em meados do século XIX. Até hoje, veem-se resquícios deste pensamento no hábito de se pintar o polo negativo de um magneto de azul e o positivo de vermelho (dizia-se serem estas as cores vistas por sensitivos ao observarem um ímã). Originalmente, Bardon referia-se também por vezes a este conceito como "Energia Vital" ("lebenskraft"). Segundo ele, cada parte do corpo era governada por uma destas formas de energia e o desequilíbrio de uma parte do corpo resultava do desequilíbrio entre essas energias.

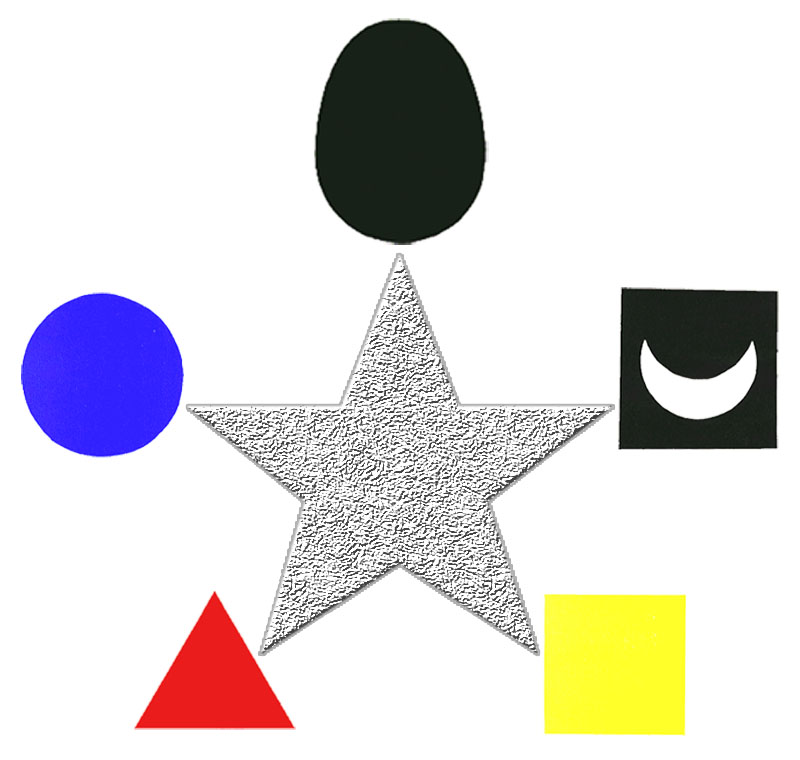
Elementos - Franz Bardon

Na visão de Bardon o mundo era composto dos Quatro Elementos clássicos (Fogo, Ar, Terra e água) unidos ao Akasha (a Quintessência). Mantinha relativamente as mesmas atribuições para cada um destes elementos que as utilizadas por outros sistemas. 
Considerava que um mago deveria tornar-se um mestre na manipulação destes Elementos e só assim poderia alcançar os resultados mágicos desejados, através da harmonização e do controle dos mesmos, principalmente dentro de si próprio. Alegava a superioridade do Homem sobre todos os espíritos, demônios e anjos pois apenas o Ser Humano era composto dos Quatro Elementos. 
Todos os outros seres espirituais, por sua vez, compunham-se de um ou, no máximo, dois e raramente três destes. Chegava a alertar seus discípulos que se acautelassem no trato com estas criaturas, cujo principal objetivo seria capturar a parte da alma Humana que lhes faltava. 
Dizia também que tudo podia ser alcançado através de um cuidadoso trabalho com os elementos e que o Akasha não deveria ser acumulado em "molduras mentais" e sim devolvido ao Universo pois a própria mente era uma forma deste Princípio Quintessensial e não deveria moldar-se em padrões rígidos.
Este equilíbrio entre os princípios elementais dentro do próprio estudante era para Bardon a base de todo o trabalho mágico. Ninguém que estivesse em desequilíbrio, seja pela falta ou pelo excesso de um dos elementos, poderia conseguir um sucesso significativo em seus experimentos.  
Outra assertiva sua era de que, uma vez iniciado um processo, o estudante deveria diligentemente seguí-lo passo a passo, sem pular nenhuma das sessões de treinamento. Era necessário o absoluto domínio de cada passo antes de se passar para o seguinte. 
O registro acurado de um diário mágico era também considerado imprescindível. Apenas através dele, seria possível, ao estudante, repetir experimentos bem-sucedidos e evitar erros passados.

## Prática Mágica emIniciação ao Hermetismo
Bardon dividiu o progresso dos estudos mágicos em dez Graus. Seguem explicações rápidas de alguns dos exercícios e práticas mágicas desses Graus:

### Autoanálise e Exercícios Básicos
O estudante deveria trabalhar diligentemente na compreensão de si mesmo e na harmonização dos Quatro Elementos em si próprio antes de buscar qualquer outro tipo de trabalho ocultista. Eram prescritas várias semanas de uma auto-observação minuciosa, honesta e imparcial, com registro de todas as descobertas, positivas ou negativas. 
O estudante deveria classificar-se em cada um dos quatro Elementos para descobrir onde estavam seus desequilíbrios. Exercícios similares classificavam suas falhas e outros, suas virtudes. A partir do momento em que os Quatro Elementos estivessem devidamente balanceados e controlados, o estudante não poderia permitir-se cair novamente em desequilíbrio ou manter quaisquer obsessões que bloqueassem sua eficácia ou gerassem pontos de fraqueza em si.

### Concentração Intermediária e Respiração
O passo seguinte era reforçar no estudante a capacidade de concentração e o domínio de técnicas de respiração e auto-sugestão. Dizia ser esta a chave secreta para o subconsciente humano. Bardon separava a respiração em duas formas, a pulmonar (normal) e a cutânea("esse, em exercícios posteriores, não inicialmente).
Em seu livro, ele explica detalhadamente a técnica de observar e controlar o pensamento por cinco minutos diários, servindo como base sólida para iniciar o controle mental.
Acreditava na capacidade de se controlar esta segunda através da prática, combinando-a com a pulmonar normal. O objetivo era a inspiração dos Quatro Elementos.

### Exercícios Avançados de Visualização e de Manipulação dos Elementos
Aqui o estudante aprendia a alcançar estados de intensa concentração e à visualização de objetos de formas cada vez mais complexo bem como a "inalação" dos Elementos para dentro do corpo. Era também ensinada ao estudante a preparação e "carga" de talismãs, aposentos, objetos de proteção, cura e outros.

### Acumulação dos Elementos e Rituais
Estando o estudante perfeitamente equilibrado em relação aos Quatro Elementos, passava-se ao domínio das técnicas de sua acumulação e concentração no próprio corpo. No conceito de Bardon, os rituais eram complexos mnemônicos (o nome vem do grego mnēmonikós — “relativo à memória” —, ligado à deusa Mnemosine, que na mitologia grega representava a memória), baseados em fórmulas verbais, gestuais e de visualização. utilizados para a manipulação das energias elementais. Uma vez que estes já estivessem dominados, bastaria um simples gesto ou fórmula silenciosa para que seu objetivo fosse cumprido.

### Transposição de Consciência e Levitação (Limitada a Certas Regiões do Corpo)
Este passo consistia em uma série de exercícios destinados à preparação do estudante para a levitação física e astral em certas partes do corpo, além dos processos de viagem astral. Estes serviam como uma base para todos os processos de comunicação com as entidades astrais, passivamente. A comunicação ativa só viria nos graus posteriores.

### Apresentação às Entidades Astrais e Viagem Astral
Mais do que a pura viagem astral ou o contato com entidades astrais, esta parte do treinamento capacitava o estudante à criação de entidades não-físicas para seu uso. É também feito um alerta quanto à criação não intencional das mesmas, que poderiam atacar e parasitar o seu criador.

### Desenvolvimento da Percepção Extrassensorial e Criação de Elementares
Bardon dava, ao estudante, instruções, e indicava a instrumentação necessária para o desenvolvimento de habilidades extrassensoriais tais como a clarividência, a clariaudiência e outros. Discutia, também, a vitalização de estátuas e de imagens.

### Condensadores Fluídicos
Neste ponto, o estudante era instruído na construção de um instrumental mágico que lhe permitisse concentrar, armazenar e manipular os fluidos "magnético" e "elétrico" (que não são as forças elétricas ou magnéticas, conhecidas pela ciência) bem como os outros Elementos e a Energia Vital. Eram dadas instruções precisas de sua confecção, carga e utilização.

### Espelhos Mágicos para Viagens Astrais e Cura
Segundo Bardon, os espelhos mágicos (dentre os quais, classificava as bolas de cristal) eram instrumentos valiosos em muitos experimentos de percepção extrassensorial. Tais instrumentos eram listados e explicados em seu uso. Ensinava-se, também, o tratamento de doenças através dos fluidos "magnético" e "elétrico", além da carga mágica de talismãs, amuletos e pedras preciosas.

### Elevação do Espírito a Níveis Superiores
A parte final do caminho mágico de Bardon eram as diversas formas pelas quais um estudante poderia elevar suas qualidades espirituais. Dentre outros tópicos, eram discutidas práticas tais como a levitação, produção de fenômenos naturais, sugestão e hipnose, psicometria e impregnação de ambientes com um elemento ou uma energia à distância.